# Gemelas Kessler

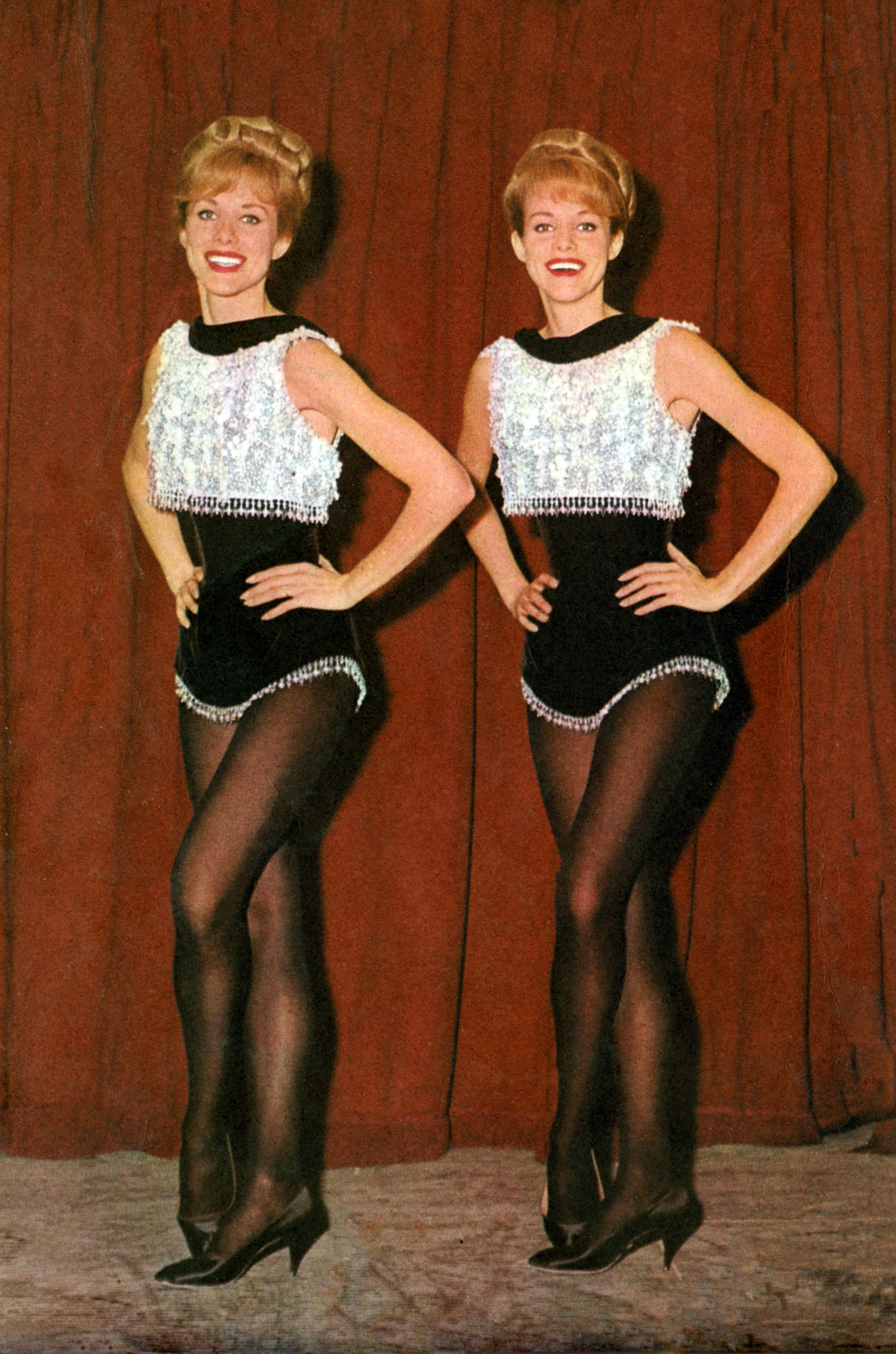
Foto de la revista TV Sorrisi e Canzoni (1965).

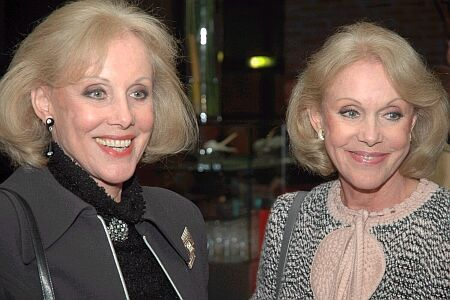
Foto del 2005.

Alice y Ellen Kessler (nacidas el 20 de agosto de 1936 en Nerchau, Sajonia, Alemania) son un par de gemelas populares en Europa, especialmente en Alemania e Italia, desde los años 50 y 60 y hasta el día de hoy por sus canciones, sus bailes y actuaciones. Son usualmente anunciadas como las Die Kessler-Zwillinge en Alemania, Gemelle Kessler en Italia o Kessler Twins en la cima del mundo, y aún son populares.
En los Estados Unidos no fueron tan populares. Sin embargo, aparecieron como bailarinas en el filme de 1962 Sodoma y Gomorra, y en la portada de Life ese mismo año.
Cuando tenían ellas seis años, sus padres, Paul y Elsa, las enviaron a clases de ballet, y se unieron al programa de ballet infantil de la Ópera de Leipzig a los once. Cuando tenían dieciocho, sus padres usaron una visa de visitante para escapar a Alemania Occidental, donde se presentaron en el Palladium de Düsseldorf. Se presentaron en el Lido de París entre 1955 y 1960, y representaron a Alemania Occidental en el Festival de la Canción de Eurovisión 1959, terminando en 8.º lugar con "Heute Abend wollen wir tanzen geh'n" ("Esta noche queremos ir a bailar").
Se mudaron a Italia en 1960 y gradualmente se movieron a roles más serios. A sus 40 años, acordaron posar en la portada de la edición italiana de Playboy. El número fue el más vendido de la versión italiana de Playboy hasta ese momento.
Regresaron a Alemania en 1986 y actualmente viven en Grünwald, Múnich. Recibieron numerosos premios de los gobiernos alemanes e italianos por promover la cooperación germano-italiana a través de su trabajo en los negocios.